# واولنویس له هوت
واولنویس له هوت (به فرانسوی: Vaulnaveys-le-Haut) یک کمون در فرانسه است که در Canton of Vizille واقع شده‌است.

## خصوصیات
واولنویس له هوت ۱۹٫۸۶ کیلومترمربع مساحت و ۳٬۰۹۶ نفر جمعیت دارد و ۳۶۵ متر بالاتر از سطح دریا واقع شده‌است.